# Gyroidinoidinae
Gyroidinoidinae es una subfamilia de foraminíferos bentónicos de la familia Gavelinellidae, de la superfamilia Chilostomelloidea, del suborden Rotaliina y del orden Rotaliida. Su rango cronoestratigráfico abarca desde el Cenomaniense (Cretácico superior) hasta la Actualidad.

## Clasificación
Gyroidinoidinae incluye a los siguientes géneros:
- Escornebovina †
- Gyroidinoides
- Notoplanulina †
- Nummodiscorbis †
- Rotaliatina †
- Rotaliatinopsis †
- Scarificatina †
- Stensioeina †

Otros géneros considerados en Gyroidinoidinae son:
- Falsipatellina †, aceptado como Escornebovina
- Sliteria †